# Kakiang
Kakiang is een bestuurslaag in het regentschap Sumbawa van de provincie West-Nusa Tenggara, Indonesië. Kakiang telt 2732 inwoners (volkstelling 2010).